# Кромпир салата
Кромпир салата је салата направљена од куваног кромпира, обично садржи дресинг и разне друге састојке као што су кувана јаја и сирово поврће. Обично се служи као прилог.

## Историја и сорте
Кромпир салата се налази у неколико земаља Европе. Немачка кромпир салата једна је од најпознатијих која се проширила широм Европе, Северне Америке, а касније и Азије. Америчка салата од кромпира највероватније потиче од рецепата које су у САД донели немачки и други европски имигранти током деветнаестог века.
Кромпир салата се обично служи хладна или на собној температури. Састојци често укључују мајонез или сличну замену (као што су јогурт или павлака), зачинско биље и сирово поврће (као што су лук и целер, копар ). Салата од кромпира у јужнонемачком стилу служи се топла или на собној температури и прави се са сирћетом (уместо кремастог дресинга на бази мајонеза), а обично садржи сланину. Севернонемачка салата од кромпира служи се хладна или на собној температури. Обично се прави са мајонезом, тврдо куваним јајетом и киселим краставчићима. Америчка кромпир салата вероватно потиче из ове верзије. Кромпир салата у азијском стилу слична је америчкој кромпир салати, али има слађи и укус.
Британска кромпир салата се служи охлађена. Обично се прави са мајонезом, дижон сенфом, црним луком, младим луком и влашцем. Понекад се укључују зачини попут пимента и куркуме.

## Руска кромпир салата

### Састојци
Руска салата обично укључује кромпир, мајонез, кувана јаја, кувану шаргарепу и киселе краставце. Понекад се додају конзервирани кукуруз, грашак, кувани корен першуна, кувани празилук или чак јабуке. Сецкани першун се обично користи као украс. За зачињавање салате потребни су само со и бибер.
Руска кромпир салата је прилично богата, углавном захваљујући мајонезима и куваним састојцима. Оригинални рецепт је укључивао скупље и посебније састојке, попут дивљачи и кавијара, али временом су састојци поједностављени и прилагођени локалним кухињама.

## У култури
Ернест Хемингвеј је у својим писмима више пута помињао кромпир салату као омиљено јефтино јело током свог боравка у Паризу, а њен опис и осећаје укуса укључио је у своја књижевна дела. У својој аутобиографији, „Покретни празник“, Хемингвеј је написао следеће: „Кромпир салата је била добро кувана и зачињена сирћетом и алевом паприком, а маслиново уље је било одлично. Посуо сам салату црним бибером и умочио хлеб у маслиново уље. Након првог похлепног гутљаја пива, почео сам полако да једем и пијем.“
Кромпир салата се појављује у 18. епизоди 25. сезоне Симпсонових, где Хомер Симпсон умире од преједања, али је клониран. Хомер, упркос Марџиним молбама да држи дијету, долази кући, једе кромпир салату своје жене и „поново“ умире. На својој сахрани, Барт каже да је његов отац „дефинитивно волео кромпир салату“.